# Evert-Jan Boks
Evert-Jan Boks (Beekbergen, 18 april 1839 - Antwerpen, 14 juni 1914) was een Nederlands-Belgisch kunstschilder.

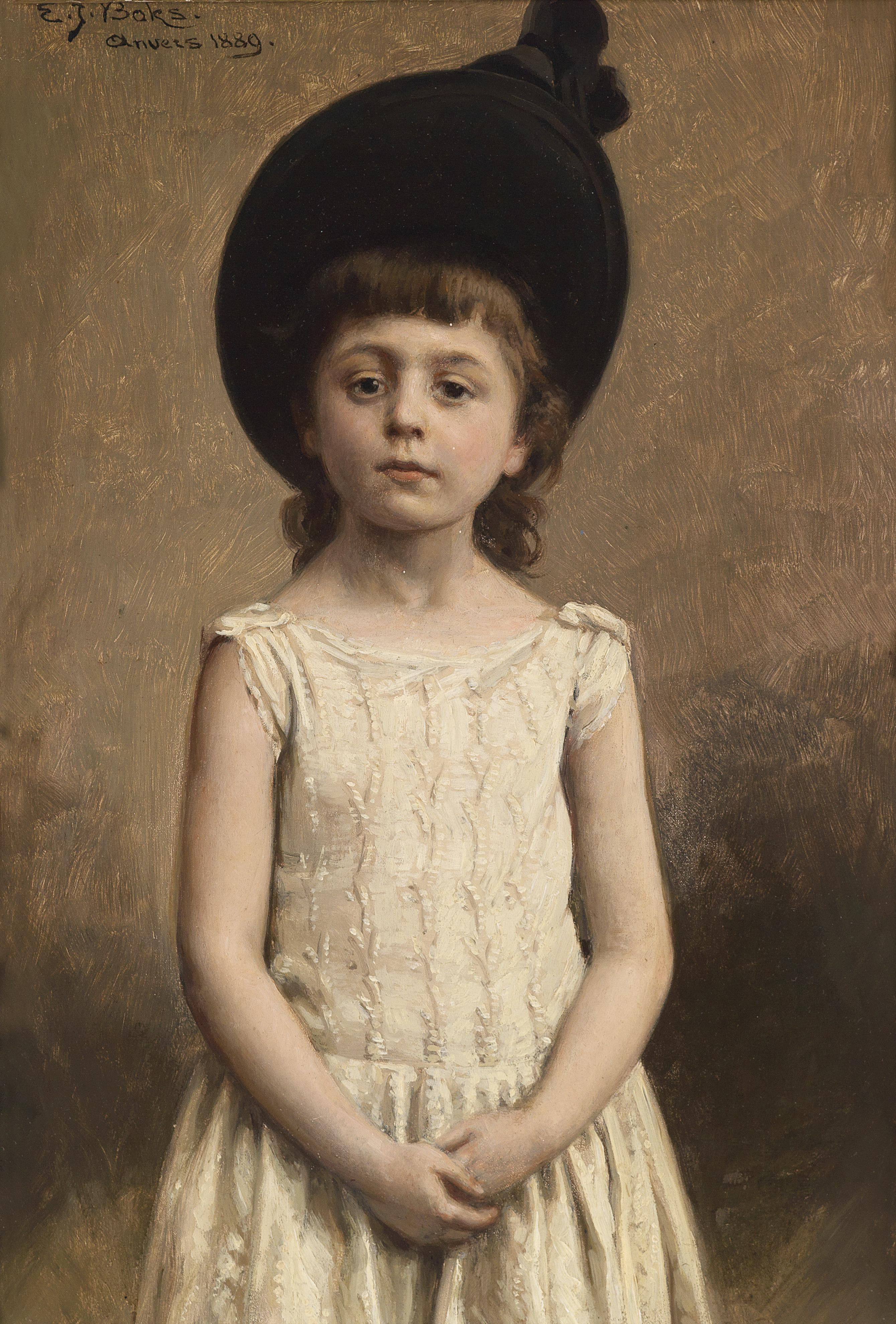
De zwarte hoed (1889)

## Levensloop
Evert-Jan Boks was van welgestelde komaf. Zijn vader, Derk Boks (1791-1862) was eigenaar van een papierfabriek en had zeven kinderen.
Evert-Jan doorliep een school in Apeldoorn en had daarna een betrekking in een belastingkantoor.
Hij volgde academie in de Hogereburgerschool in Het Loo, was kort tijd leerling van Nicolaas Pieneman in Amsterdam en schreef zich in 1858 in aan de Academie van Antwerpen waar hij leerling werd van Nicaise De Keyser.

## Oeuvre
Hij specialiseerde zich met een verfijnde techniek in portretten en genretaferelen, vooral salonscènes en taferelen uit het familieleven, vaak met een komische noot.
Hij werkte nauw samen met twee Antwerpse kunsthandelaars die zijn producties afnamen: Albert D'Huyvetter senior evenals zijn zoon Albert junior, die beiden erg gericht op de Amerikaanse kunstmarkt werkten, en verder ook met de kunsthandelaar Delahaye.
Boks was regelmatig present op het Salon van Parijs.

## Musea
- Antwerpen, Koninklijk Museum voor Schone Kunsten
- Bergen, BAM

- RKD-Nederlands Instituut voor Kunstgeschiedenis: 10073
- Union List of Artist Names: 500031602
- Virtual International Authority File: 95876342